# Hydromantes shastae
Hydromantes shastae — вид хвостатих земноводних родини безлегеневих саламандр (Plethodontidae).

## Поширення
Вид є ендеміком США, де мешкає на півночі Каліфорнії. Населяє помірні ліси та невеликі, чисті, прісні струмки. Станом на 1990 рік було відомо 12 популяцій цього виду.